# The Spirit of Christmas (film 1913)
The Spirit of Christmas è un cortometraggio muto del 1913 diretto da William Humphrey e Tefft Johnson

## Produzione
Il film fu prodotto dalla Vitagraph Company of America.

## Distribuzione
Distribuito dalla General Film Company, il film - un cortometraggio in una bobina - uscì nelle sale cinematografiche statunitensi il 25 dicembre 1913.